# Leptodeuterocopus fortunatus
Leptodeuterocopus fortunatus là một loài bướm đêm thuộc họ Pterophoridae. Nó được tìm thấy ở Brasil.
Sải cánh dài khoảng 12 mm. Con trưởng thành bay vào tháng 12.